# 1988 en fantasy
| Années de la fantasy : 1985 - 1986 - 1987 - 1988 - 1989 - 1990 - 1991    |
| Décennies de la fantasy : 1950 - 1960 - 1970 - 1980 - 1990 - 2000 - 2010 |

L'année 1988 a été marquée, en matière de fantasy, par les événements suivants.

## Naissances et décès

### Naissances
- 16 janvier : Cécile Duquenne, romancière française.

## Romans - Recueils de nouvelles ou anthologies - Nouvelles
- Azazel (Azazel), recueil de nouvelles d'Isaac Asimov
- La Légende de la pierre (The Story of the Stone), roman de Barry Hughart
- Le Crépuscule des épées (The Knight and Knave of Swords), recueil de nouvelles de Fritz Leiber et appartenant au Cycle des épées
- Le Hobbit annoté (The Annotated Hobbit), ouvrage édité par Douglas A. Anderson
- Le Prophète rouge (Red Prophet), roman d'Orson Scott Card et deuxième tome du Cycle des Chroniques d'Alvin le Faiseur
- Les Chroniques de la guerre de Lodoss vol. 1 : La Sorcière grise, roman de Ryo Mizuno
- Skin Trade (The Skin Trade), roman court de George R. R. Martin
- The History of The Lord of the Rings, suite de quatre livres par Christopher Tolkien

## Films ou téléfilms
- Willow (Willow) réalisé par Ron Howard